# Ophiuchus montanus
Ophiuchus montanus är en insektsart som beskrevs av Baker 1923. Ophiuchus montanus ingår i släktet Ophiuchus och familjen dvärgstritar. Inga underarter finns listade i Catalogue of Life.